# چاتاک‌لی (جیحان)
چاتاک‌لی {{ترکی|Çataklı) (به کردی: Halîliye) یک منطقهٔ مسکونی در ترکیه است که در جیحان واقع شده‌است.